# Korejský výzkumný institut pro letectví a vesmír

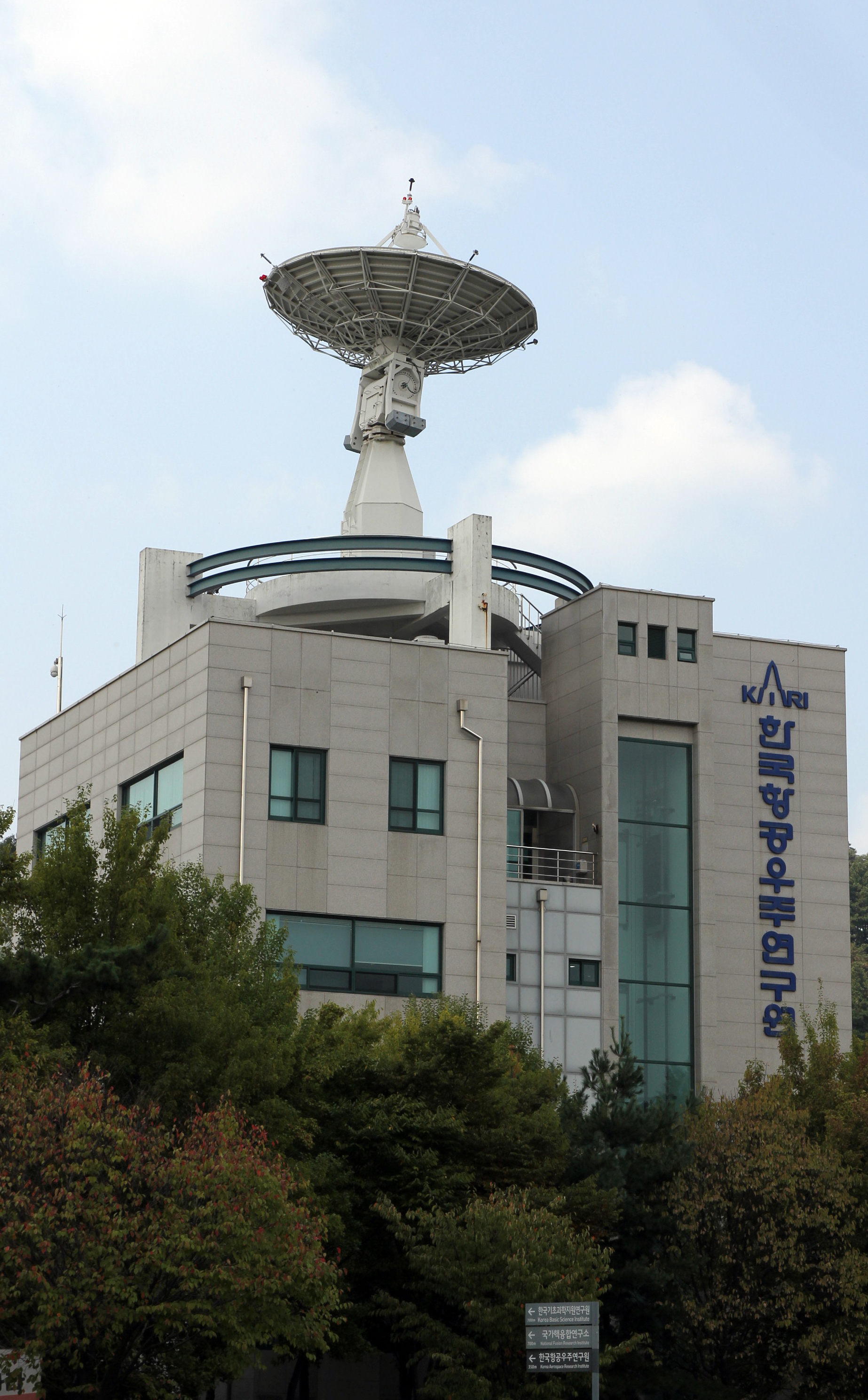
Korejský výzkumný institut pro letectví a vesmír

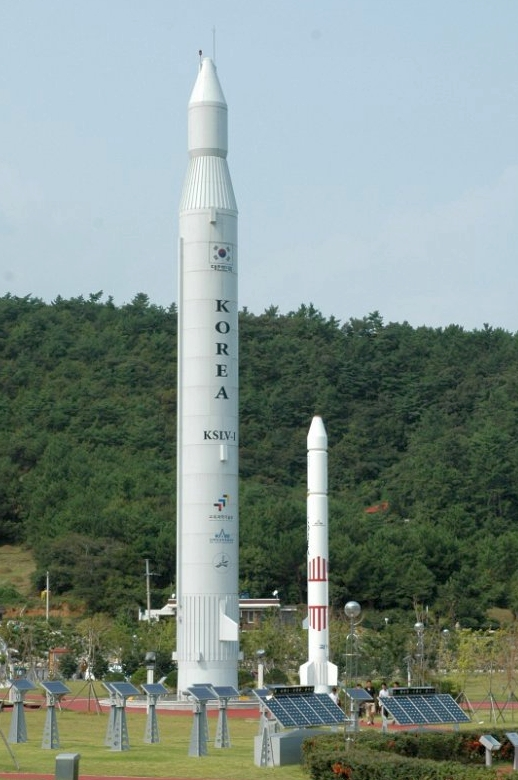
Replika nosné rakety KSLV

Korejský výzkumný institut pro letectví a vesmír (korejsky hangŭl: 한국항공우주연구원, handža: 韓國航空宇宙硏究院; anglicky Korea Aerospace Research Institute, KARI) je vládní agentura Jižní Koreje pro letectví a kosmický výzkum se sídlem v Tedžonu, založená roku 1989. V prvních letech se soustřeďovala především na leteckou technologii, v současné době vyvíjí vlastní nosnou raketu Nuri.

## Aktivity
KARI už od roku 1990 začala vyvíjet vlastní rakety, začátkem 90. let zkonstruovala jednostupňovou raketu KSR-I a dvoustupňovou KSR-II. V prosinci 1997 započala vývoj raketového stupně na kapalný kyslík a kerosin s cílem dosáhnout schopnosti vynášet družice na oběžnou dráhu Země.
Rozpočet dosáhl roku 2003 výše 156,4 miliard wonů (150 miliónů USD), roku 2007 už 348 miliard wonů (366 miliónů USD).
V srpnu 2004 vlády Ruska a Jižní Koreje podepsaly dohodu o krátkodobém letu jihokorejského občana na Mezinárodní vesmírnou stanici (ISS). V březnu 2007 dva kandidáti – Ko San a I So-jon přijeli do Hvězdného městečka. Na ISS se nakonec podívala I So-jon, původně náhradnice Ko Sana, v rámci 14. návštěvní expedice v dubnu 2008.
KARI také vyvíjí bezpilotní letadla, vzducholodě a mnohoúčelové vrtulníky. Pracovníci agentury také vyvinuli, vyrobili a provozují několik umělých družic Země. A sice satelity řady KOMPSAT, COMS (Communication, Ocean and Meteorological Satellite) a STSAT-2 (Science and Technology Satellite).

### KSLV
Roku 2004 zahájila KARI spolupráci s ruským Chruničevovým vědeckovýrobním centrem ve snaze o urychlení vývoje nosné rakety. Konstruktéři obou organizací společně postavili raketu KSLV (Korea Space Launch Vehicle, také Naro-1). První stupeň je převzatý z rakety Angara, druhý je korejský. Rusové pomohli i s výstavbou jihokorejského kosmodromu Naro, ze kterého raketa KSLV startuje.
První start proběhl 25. srpna 2009, byl jen částečně úspěšný – družice se nedostala na oběžnou dráhu kvůli neoddělení aerodynamického krytu. Při druhém pokusu 10. června 2010 byla raketa ztracena 137 sekund po startu. Napotřetí, po několika odkladech startu, se 30. ledna 2013 podařilo dostat do vesmíru družici STSAT-2C, první vypuštěnou jihokorejským nosičem.

### Nuri
Jižní Korea však plánuje pracovat dále na svém vesmírném programu již sama, neboť spolupráce s Ruskem byla domluvena jen na omezený počet startů.
Na rok 2021 je naplánován start nosiče Nuri (původně KSLV-2). První let nosiče Nuri dne 21. října 2021 skončil neúspěchem z důvodu nižšího výkonu motoru třetího a zároveň posledního stupně této rakety, a tím nedosažení plánované dráhy.
Dne 21. června 2022 Jižní Korea úspěšně vypustila svůj vlastní kosmický nosič Nuri, který vynesl na oběžnou dráhu typu SSO (dráha synchronní se Sluncem) testovací družici PVSAT o váze přibližně 1 300 kg, s malými technologickými CubeSaty o váze 162,5 kg, celkem náklad asi 1 500 kg.